# 大須 (府中町)
大須（おおす）は、広島県安芸郡府中町にある地名。町丁は南側から順に1丁目から4丁目まである。

## 地理
府中町の西部に位置する。南は広島市東区矢賀新町、西は広島市東区矢賀に接する。東は府中大川を挟んで、北側から鶴江、本町、大通に接する。

## 人口
2022年（令和4年）3月1日現在の人口は以下の通りである。
| 地区      | 人口（人） |
| --------- | ---------- |
| 大須1丁目 | 1010       |
| 大須2丁目 | 635        |
| 大須3丁目 | 681        |
| 大須4丁目 | 553        |
| 計        | 2879       |

## 学校区
- 府中町立府中小学校（本町）
- 府中町立府中中学校（宮の町）

## 歴史
万治3年（1660年）に開発された大須新開に由来する。地名の由来は浅瀬の「大洲」を「大須」と書き違えたとも、領地していた大須氏に由来するともされる。（なお大洲新開は、現在の広島市南区大州や東区矢賀地区にも跨っている。)
新開地では長く農業がおこなわれていたが、明治・大正期には陸軍の演習場としても用いられた。
昭和初期にはキリンビール広島工場が建設されたことなどから、広島市近郊の工業地域へと変化していく。
広島市への原子爆弾投下の際には、大須地域も甚大な被害を受けた。
昭和中期以降は宅地化が進む。1977年の住居表示実施により、通称茂陰北・西辻・石井城下地区の各一部より大須1丁目から4丁目が成立する。
1998年にキリンビール広島工場が閉鎖、キリンビアパーク広島が整備される。
2004年にキリンビアパーク広島内にショッピングセンターのダイヤモンドシティ・ソレイユが開業した（後にイオンモール広島府中に改称）。

## 施設
- イオンモール広島府中
- サンリブ府中
- エディオン安芸府中店
- 西辻郵便局

## 交通

### 鉄道
最寄駅は以下の通り。
- 矢賀駅（芸備線、広島市東区矢賀5丁目）
- 天神川駅（山陽本線、広島市南区東駅町）

### バス
- 2（広電バス[5]）：（県庁前・八丁堀・広島駅方面 - 天神川駅北 イオンモール広島府中前） - 大須1丁目（→方向のみ） - （府中大橋 - 府中永田 / 府中山田 / 府中ニュータウン方面）
- 2-7（広電バス）：（県庁前・八丁堀・広島駅方面 - 矢賀新町2丁目 - 矢賀駅入口） - 大須3丁目 - （本町5丁目 - 温品4丁目・小河原車庫方面）
- 29（矢賀経由便 広島バス[6]）：（広島バスセンター・八丁堀・広島駅方面 - 矢賀新町2丁目 - 矢賀駅入口） - 大須3丁目 - （本町5丁目 - 温品4丁目・上温品・小河原車庫方面）
  - 2024年10月1日から12月28日までの期間、実証運行を行っている。9-16時台の29号線（矢賀経由便）を対象に温品4丁目（広電温品車庫）もしくは大須3丁目のバス停で広島電鉄2号線（広島駅・八丁堀・県庁前方面）に乗り継ぎとなる[7]。
  - 実証運行 10-16時台：（小河原車庫・温品4丁目方面→矢賀4丁目）→大須3丁目→（本町5丁目→温品4丁目・小河原車庫方面）
  - 実証運行 9時台の1便：（小河原車庫・温品4丁目・矢賀新町2丁目・イオンモール広島府中方面→矢賀駅入口）→大須3丁目→（本町5丁目→温品4丁目・小河原車庫方面）
- イオンモールシャトル（広電バス）：広島駅新幹線口 - イオンモール広島府中
- 府中町内循環コミュニティバス「つばきバス」[8] - 北エリア（左回り/右回り）、南エリア（左回り/右回り）
  - イオンモール広島府中 - （天神川駅北） - 大須1丁目（→方向のみ） - 府中町各方面

### 道路
- 広島高速2号線 - 府中出入口
- 広島県道70号広島中島線
- 広島県道84号東海田広島線

## 参考資料
- 「角川日本地名大辞典」編纂委員会 編『角川日本地名大辞典 34 広島県』角川書店、1987年。